# Zagrebačke posvete
Zagrebačke posvete su hrvatska književna manifestacija.
Autor koncepta je Goran Matović. Posvete je pokrenuo radi upozoravanja na zaboravljene pisce kojima je duhovnom poveznicom bio grad Zagreb.
Održavaju se od 2009. godine.
2009. su bile 1. posvete. Bile su posvećene Josipu Severu, naslovljene kao Atonalni kristal.
2010. su bile 2. posvete. Bile su posvećene Miroslavu Krleži. Održale su se u Muzeju za umjetnost i obrt. Naslov im je bio Agramerski prolaznici. U programu su sudjelovali Goran Matović, Predrag Matvejević, Mani Gotovac, Velimir Visković i Rade Šerbedžija.
2011. su bile posvećene Maku Dizdaru. Naslovljene su imenom Kameni pjevač. Sudionici programa su bili Boris Beck, Diana Burazer, Edin Karamazov, Goran Matović, Vedran Mlikota, Krunoslav Pranjić i Dijana Vidušin.
2012. su bile 4. posvete. Bile su posvećene Luci Paljetku. Nosile su naslov Singerica pod snijegom. U multimedijalnoj prezentaciji su sudjelovali Nika Burđelez, Mani Gotovac, Ibrica Jusić, Tonko Maroević, Perica Martinović, Darko Matičević, Jelena Perčin i Nada Subotić.
Posvete su bile posvećene još Antunu Branku Šimiću, Zvonimiru Golobu, Tinu Ujeviću, Meršinjaku, Radovanu Ivšiću, Vesni Parun, Vladi Gotovcu, Gordani Benić, Branku Sbutezi i dr.